# Jan Różycki (inżynier)
Jan Benedykt Różycki  vel Jan Rzepecki ps. Busik, Rola (ur. 21 marca 1901 w Klimkiewiczowie, zm. 6 września 1991 we Wrocławiu) – polski inżynier budownictwa, major kawalerii Wojska Polskiego, Polskich Sił Zbrojnych na Zachodzie i Armii Krajowej, cichociemny, profesor nadzw. mgr inż. związany z Politechniką Wrocławską, dyrektor Instytutu Inżynierii Lądowej tej uczelni.

## Życiorys
Urodził się w rodzinie Wincentego i Janiny z Grodeckich. Miał brata Kazimierza. Uczył się w szkole ludowej (powszechnej) do 1912 roku i Prywatnym Gimnazjum Filologicznym im. E. Konopczyńskiego w Warszawie, gdzie w 1919 roku zdał maturę. W latach 1913–1919 był harcerzem w 3. Warszawskiej Drużynie Harcerzy. Już we wrześniu 1918 roku wstąpił ochotniczo do Polskiej Organizacji Wojskowej. 11 listopada 1918 roku wstąpił do Wojska Polskiego, w którym służył jako kanonier w 1 pułku artylerii polowej. Brał udział w rozbrajaniu Niemców w Warszawie. Po maturze w czerwcu 1919 roku służył w pasie przyfrontowym w 3 szwadronie 13 pułku Ułanów Wileńskich jako kapral. Walczył pod Zamościem z bolszewicką 1 Armią Konną. Za udział w tej wojnie dostał Krzyż Walecznych. Został zdemobilizowany 6 marca 1921 roku. W międzyczasie w styczniu 1921 roku zdał egzaminy na Wydział Inżynierii Lądowej Politechniki Warszawskiej, ale już 15 maja tego roku wziął udział w III powstaniu śląskim jako kapral w załodze pociągu pancernego nr 3 „Pieron”, wrócił do Warszawy 8 lipca 1921 roku w celu kontynuacji studiów, ukończył je w 1930 roku. Jednocześnie ze studiami podjął pracę zarobkową. W okresie od 4 sierpnia 1921 roku do końca 1925 roku pracował w Przedsiębiorstwie Robót Inżynieryjnych i Budowlanych w Warszawie jako kierownik robót żelbetowych, następnie, w latach 1925–1926 przy budowie gmachów Sejmu i Senatu przy ul. Wiejskiej. W okresie od 15 września 1926 roku do końca maja 1927 roku był technikiem i kierownikiem robót przy budowie lotniska Warszawa-Okęcie. W latach 1931–1939 prowadził pomiary geodezyjne i projektował, a w latach 1935–1939 był kierownikiem budowy Zakopianki (wtedy drogi nr 13 z Krakowa do Zakopanego). Projektował i kierował budowami ulic w Zakopanem (do Kuźnic i do Kościeliska).
We wrześniu 1939 roku nie został zmobilizowany. 1 września zorganizował grupę 72 robotników z budowy i przyłączył się z nimi do 1 Pułku Piechoty KOP „Chabówka”. Od 3 września walczył jako dowódca plutonu w batalionie motorowym saperów nr 90, a od 10 września – jako dowódca kompanii. 19 września przekroczył granicę polsko-węgierską. Był internowany na Węgrzech, skąd uciekł. W październiku dotarł do Francji, gdzie został początkowo skierowany do Camp de Coëtquidan, a następnie do 1 Dywizji Grenadierów, gdzie służył w kompanii dowodzenia 2 pułku Grenadierów Wielkopolskich, następnie był dowódcą plutonu pionierów i zastępcą dowódcy kompanii. Po przegranej kampanii francuskiej 4 lipca 1940 roku przekroczył granicę francusko-szwajcarską. Został internowany w Szwajcarii. Prowadził zajęcia dla internowanych w filii Politechniki Zuryskiej w Winterthurze: pod pretekstem zajęć z budownictwa drogowego uczył internowanych minerki, budowy przepraw, stanowisk ogniowych i obronnych. Jesienią 1942 roku opuścił Szwajcarię w celu przyłączenia się do polskiego wojska. Został zatrzymany na granicy między Andorą i Hiszpanią i osadzony w więzieniu w Modelo, z którego został zwolniony 5 stycznia 1943 roku. 24 czerwca dotarł do Gibraltaru, gdzie skierowano go do kompanii zbiorczej, w której – będąc najstarszym stopniem – został dowódcą. Spotkał tam gen. Władysława Sikorskiego. 7–8 lipca brał udział w zabezpieczaniu pękniętej trumny gen. Sikorskiego po katastrofie gibraltarskiej. 13 lipca opuścił Gibraltar i po dotarciu do Liverpoolu został przydzielony do Ośrodka Rozpoznawczego 1 kadrowej Dywizji Grenadierów. Po kilku miesiącach zgłosił się do służby w kraju. Po przeszkoleniu ze specjalnością w dywersji został zaprzysiężony 12 kwietnia 1944 roku w Oddziale VI Sztabu Naczelnego Wodza i przeniesiony do Głównej Bazy Przerzutowej w Brindisi we Włoszech. Zrzutu dokonano w nocy z 16 na 17 października 1944 roku w ramach operacji „Wacek 1” dowodzonej przez kpt. naw Romana Chmiela (zrzut na placówkę odbiorczą „Newa” 19 km na południowy wschód od Piotrkowa Trybunalskiego). Dostał przydział do Podokręgu Piotrków. Od listopada 1944 roku był komendantem Rejonu Moszczenica Obwodu Piotrków Trybunalski AK. Pełnił tę funkcję do 10 stycznia 1945 roku.
Ujawnił się i 26 lutego 1945 roku zgłosił się do Ministerstwa Komunikacji. Został naczelnikiem Wydziału Komunikacji przy Wojewódzkiej Radzie Narodowej w Krakowie. W 1946 roku wiceministrem komunikacji został Zygmunt Balicki, z którym Różycki pracował przed wojną przy wznoszeniu gmachu Sejmu. Balicki wysłał Różyckiego na rok do Stanów Zjednoczonych, gdzie Różycki dokonywał zakupów maszyn do budowy dróg w Polsce za pieniądze z otrzymanej przez Polskę pożyczki. Po powrocie do Polski zaczął organizować w Krakowie Centralę Maszyn Drogowych.
W sierpniu 1949 roku został aresztowany przez Urząd Bezpieczeństwa. Został oskarżony o łapówkarstwo. Sąd wojskowy skazał go na 2 lata, wyrok został podniesiony do 4 lat więzienia. 13 marca 1953 roku wyszedł z więzienia. Sąd Wojewódzki pod przewodnictwem Jerzego Bafii (późniejszego ministra sprawiedliwości) nie dopatrzył się jego winy. Po opuszczeniu więzienia wyjechał do Warszawy i w latach 1953–1956 pracował w Biurze Studiów i Projektów Drogowych i Lotniskowych na stanowisku projektanta, a od 1955 roku w Instytucie Badań Drogowych jako kierownik zakładu.
Od 1954 roku prowadził wykłady na Politechnice Wrocławskiej. W roku 1956 został kierownikiem Katedry Budowy Dróg i Ulic tej uczelni, w 1957 roku – docentem, a w 1966 roku – profesorem nadzwyczajnym. W 1964 roku był inicjatorem budowy w Polsce pierwszego poligonu doświadczalnego w Fadromie, gdzie realizowano wiele prac badawczych dotyczących nawierzchni drogowych oraz prace dla przemysłu maszyn drogowych.
Był przewodniczącym Podsekcji Dróg w Komitecie Inżynierii PAN, przez wiele lat przewodniczącym Wydziału Nauk Technicznych Wrocławskiego Towarzystwa Naukowego, aktywnie działał w Komitecie Zagospodarowania Ziem Górskich i w SITKom. W 1968 roku został pierwszym dyrektorem Instytutu Inżynierii Lądowej Politechniki Wrocławskiej. W 1971 roku przeszedł na emeryturę kontynuując działalność dydaktyczną. W sumie wypromował ok. 170 magistrów.
Znał 7 języków obcych: niemiecki, francuski, rosyjski, hiszpański, angielski, a także łacinę i grekę.
Wśród wielu publikacji napisał 2 książki:
- Mały podręcznik drogowy, Wydawnictwa Komunikacyjne, Warszawa 1958
- Maszyny drogowe, Wydawnictwa Komunikacyjne, Warszawa 1959.

Jan Różycki został pochowany 10 września 1991 roku na cmentarzu św. Wawrzyńca we Wrocławiu.

## Awanse
- kanonier – 1918
- kapral – 1919
- podporucznik – ze starszeństwem od 1 lipca 1925 roku i 367. lokatą w korpusie oficerów rezerwy kawalerii[3]
- porucznik – ze starszeństwem od 1 stycznia 1935 roku i 31. lokatą w korpusie oficerów rezerwy kawalerii[3]
- rotmistrz – 16 października 1944 roku
- major –

## Ordery i odznaczenia
- Krzyż Srebrny Orderu Virtuti Militari (1945)
- Order Odrodzenia Polski (1969)
- Krzyż Walecznych (1920) – za udział w wojnie polsko-bolszewickiej
- Złoty Krzyż Zasługi (17 października 1946)[4]
- Medal Pamiątkowy za Wojnę 1918–1921
- Krzyż Armii Krajowej (1978)
- Medal Zwycięstwa i Wolności 1945
- Medal AK za Wojnę 1939–1945
- Krzyż Kombatanta-Ochotnika (Francja)
- Odznaka „Zasłużony dla Dolnego Śląska”
- Złota Odznaka Drogowca
- Złota Odznaka Spadochronowa Cichociemnych
- 14 odznaczeń resortowych w tym Medal Zasługi dla Politechniki Wrocławskiej.

## Życie rodzinne
Ożenił się w 1927 roku z Janiną Kuźmicką, z którą miał dwoje dzieci: Bohdana (1931–1950) i Ewę (ur. 1937 roku).
Bohdan Różycki był harcerzem „Zawiszaków” Szarych Szeregów. Uczestniczył w wieku 13 lat w powstaniu warszawskim: pod pseudonimem „Polan” był łącznikiem i roznosił pocztę polową. Po wojnie zaangażował się w podziemną działalność niepodległościową. Zginął w strzelaninie z MO 23 kwietnia 1950 roku .

## Upamiętnienie
17 listopada 2005 roku odsłonięto na wewnętrznym dziedzińcu gmachu głównego Politechniki Wrocławskiej pomnik prof. Jana Benedykta Różyckiego. Odsłonięcia dokonali: prof. Tadeusz Luty, prof. Jan Kmita i prof. Tadeusz Zipser. Imię profesora Jana Różyckiego otrzymał również sam dziedziniec, co również upamiętniono tablicą. Na pomniku znajduje się napis: Profesor Politechniki Wrocławskiej / Inżynier dróg i mostów / Uczestnik wojny 1920 r. / III powstania śląskiego / Żołnierz września 1939 / Kampanii francuskiej / Armii Krajowej / Cichociemny / Więzień UB.
Jego nazwisko widnieje również na tablicy wybitnie zasłużonych dla Politechniki Wrocławskiej w gmachu głównym uczelni.